# أنتوني سافاج
أنتوني سافاج (بالإنجليزية: Tony Savage)‏ هو مدرب كرة سلة أمريكي، ولد في 25 ديسمبر 1893، وتوفي في 1999.